# النمر (قصيدة)

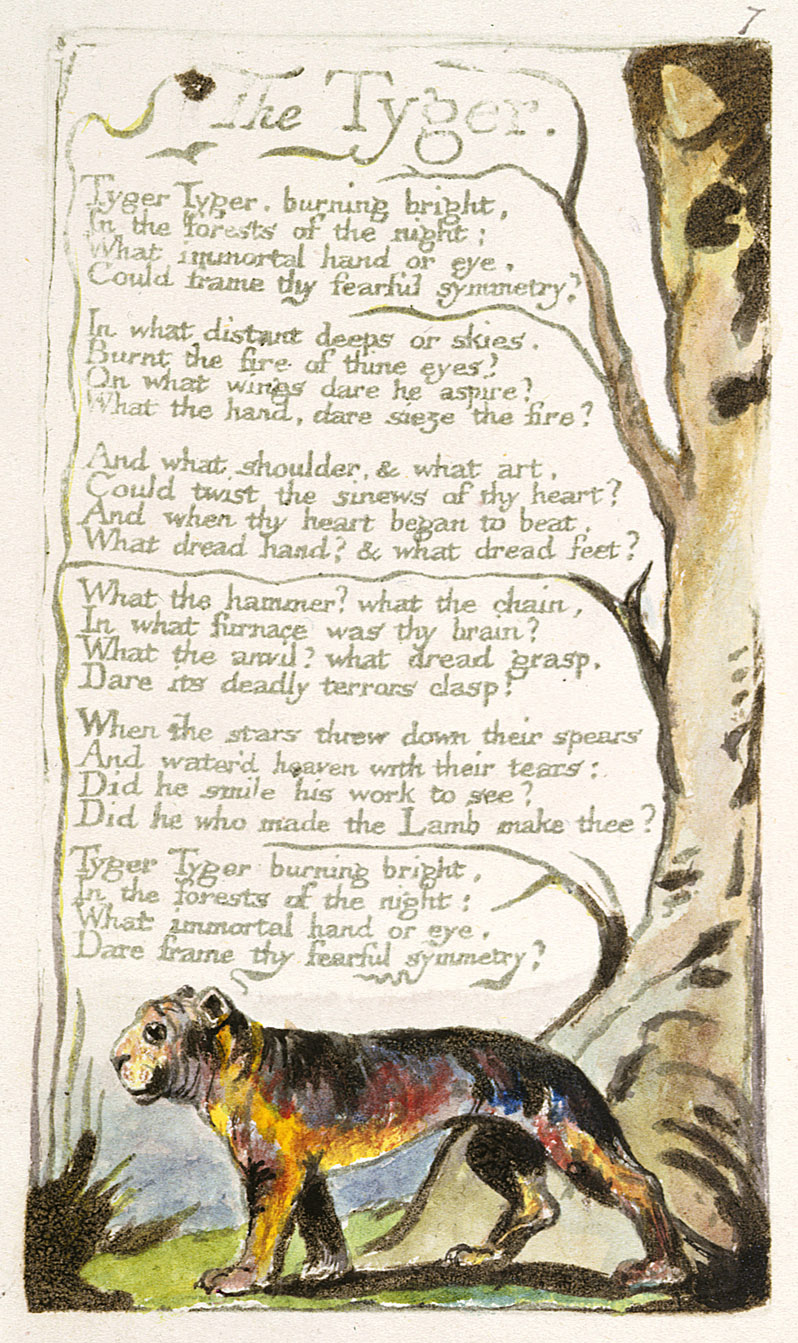
نسخة من قصيدة بليك عام 1795، بينما النسخة الأصلية في المتحف البريطاني

الببر هي قصيدة نشرت باللغة الإنجليزية للشاعر الإنجليزي وليم بليك عام 1794. تنتمي القصيدة لمجموعة أغاني التجربة. يصفها الناقد الأدبي ألفرد كازين أنها من أشهر قصائد بليك.
لقد كانت القصيدة موضوعًا للنقد الأدبي والعديد من التعديلات، بما في ذلك الإصدارات الموسيقية المختلفة. ويقول رفيق كامبريدج لوليام بليك إنها «أكثر القصائد المختارة في اللغة الإنجليزية».

## خلفية القصيدة
نُشرت أغاني التجربة في عام 1794 كمتابعة لأغاني بليك التي صدرت عام 1789 من مجموعة أغاني البراءة. نُشر الكتابان معًا تحت عنوان مدمج «أغاني البراءة والخبرة»، ويظهران الدولتين المتعارضتين للروح البشرية: المؤلف والطابعة، دبليو بليك، ويضم 54 لوحة. تم ترتيب الرسوم التوضيحية بشكل مختلف في بعض النسخ، بينما تم نقل عدد من القصائد من أغاني البراءة إلى أغاني الخبرة. استمر بليك في طباعة العمل طوال حياته. من بين نسخ المجموعة الأصلية، تم نشر 28 نسخة فقط خلال حياته، مع نشر 16 نسخة إضافية بعد وفاته. وقد ظهرت خمس قصائد فقط من أغاني التجربة بشكل فردي قبل عام 1839.

## بُنْيَة القصيدة
تتكون القصيدة من ستة مقاطع، طول كل مقطع أربعة أسطر. تتمحور القصيدة حول أسئلة الشخصية المستمرة والمتكررة على سبيل المثال «من خلقك؟»، وتكرار الجناس جنبًا إلى جنب مع الصور. نظرًا لأن الهيكل يعتمد إلى حد كبير على هذا التساؤل، فقد قيل أن القصيدة تفتقر إلى الحركة السردية. يفتح المقطع الأول السؤال المركزي، «أي يد أو عين خالدة،/ هل يمكن أن تؤطر تناسقًا مخيفًا؟» هنا يصبح العنوان المباشر للمخلوق أكثر وضوحًا، لكن بالتأكيد، لا يمكن لـ«قصيدة الببر» تزويد «أنا» الغنائي بإجابة مرضية، لذلك يستمر التأمل. يتساءل المقطع الثاني عن المكان الذي تم خلقه فيه، بينما يرى المقطع الثالث أن التركيز ينتقل من الببر، المخلوق، إلى الخالق الذي يتساءل بليك «أي يد مخيفة؟ وما هي أقدام الرهبة؟». يتساءل المقطع الرابع عن الأدوات التي تم استخدامها في خلق الببر. في المقطع الخامس، يتساءل «بليك» كيف كان رد فعل الخالق تجاه الببر ومن خلق المخلوق. وأخيرًا، يعيد السؤال السادس طرح السؤال المركزي مع زيادة المخاطر؛ بدلاً من مجرد التساؤل عمن أو ما الذي يمكن أن يخلق ببر، يتساءل المتحدث: من يجرؤ.
في الواقع، المقطع الأخير مطابق للأول، لكن باستخدام كلمة «يجرؤ»، يفسر كازين ذلك بالإشارة إلى أن التساؤل عن الببر وطبيعته ينطوي بالضرورة على الجرأة.

## النقد
قصيدة الببر هي القصيدة الشقيقة لـقصيدة «الحَمَلْ» من «أغاني البراءة»، وهي انعكاس لأفكار متشابهة من منظور مختلف (مفهوم بليك لـ«المتناقضات»)، حيث لفتت قصيدة الحَمَلْ الانتباه إلى البراءة. في قصيدة الببر، هناك ازدواجية بين الجمال الجمالي والشراسة البدائية، حيث اقترح بليك أنه لرؤية اليد التي خلقت الحَمَلْ، يجب على المرء أيضًا أن يرى اليد التي خلقت الببر: «هل من خلقك هو الذي خلق الحَمَلْ؟»
تمت كتابة «أغاني الخبرة» على أنها تتعارض مع «أغاني البراءة» - وهي عقيدة مركزية في فلسفة بليك وموضوع مركزي في عمله. يعتقد بليك أن نضال البشرية يقوم على مفهوم الطبيعة المعاكسة للأشياء، وبالتالي، للوصول للحقيقة، يجب على المرء أن يرى المتناقضات في البراءة والخبرة. يجادل بأن التجربة ليست وجهًا للشر، بل هي وجه آخر لمن خلقنا. بدلاً من الإيمان بالحرب بين الخير والشر أو الجنة والجحيم، اعتقد بليك أن كل إنسان يجب أن يرى أولاً ثم يحل نقيض الوجود والحياة. في قصيدة الببر قدّم قصيدة عن «وعي إنساني منتصر» و«ترنيمة لكائن نقي»، بحسب كازين.